# Schriever (Luisiana)
Schriever é uma Região censo-designada localizada no estado americano de Luisiana, na Paróquia de Terrebonne.

## Demografia
Segundo o censo americano de 2000, a sua população era de 5880 habitantes.

## Geografia
De acordo com o United States Census Bureau tem uma área de
37,4 km², dos quais 37,2 km² cobertos por terra e 0,2 km² cobertos por água.

## Localidades na vizinhança
O diagrama seguinte representa as localidades num raio de 20 km ao redor de Schriever.